# 757 (szám)
A 757 (római számmal: DCCLVII) egy természetes szám, prímszám.

## A szám a matematikában
A tízes számrendszerbeli 757-es a kettes számrendszerben 1011110101, a nyolcas számrendszerben 1365, a tizenhatos számrendszerben 2F5 alakban írható fel.
A 757 páratlan szám, prímszám. Normálalakban a 7,57 · 102 szorzattal írható fel.
A 757 négyzete 573 049, köbe 433 798 093, négyzetgyöke 27,51363, köbgyöke 9,11378, reciproka 0,0013210. A 757 egység sugarú kör kerülete 4756,37128 egység, területe 1 800 286,529 területegység; a 757 egység sugarú gömb térfogata 1 817 089 202,8 térfogategység.
A 757 helyen az Euler-függvény helyettesítési értéke 756, a Möbius-függvényé −1.